# Hippolyte-Étienne Étiennez
Hippolyte Étienne Étiennez, né le 14 novembre 1832 à Nantes et mort à Rouans en 1908, est un homme politique français, maire républicain de Nantes de 1896 à 1899.

## Biographie
Né de père inconnu, il est adopté par Hippolyte-Jean Etiennez (1813-1871), archiviste de la Ville de 1848 à 1870 et auteur de romans et de pièces de théâtre (fils de Maurice Étiennez).
Avoué de profession, il est conseiller municipal de Nantes à partir de 1862. Opposant à l'Empire,  il fonde  le Comité républicain de Nantes (5 octobre 1870). Il reste au conseil municipal jusqu'en 1881.
Il y est de nouveau élu en 1892 et devient adjoint dans la municipalité d'Alfred Riom ; il s'occupe des Beaux-Arts. En juillet 1892, il est témoin pour la déclaration de naissance de Suzanne Malherbe, fille du médecin Albert Malherbe, lui aussi adjoint.
Réélu en 1896 (élections des 3 et 10 mai) alors qu'Alfred Riom a été battu, il est élu maire le 17 mai par 18 voix contre 16 à Léon Jamin, 1 à Ernest Guibourd et 1 blanc. Parmi ses adjoints, on peut noter le nom de Paul-Emile Sarradin ; parmi les conseillers municipaux, ceux de Charles Brunellière et de Francis Portais, socialistes.
Son mandat est marqué par la visite du président de la République Félix Faure le 21 avril 1897 ; il décore le maire de la croix de la Légion d'honneur.
C'est aussi durant son mandat que Nantes connaît le paroxysme de l'affaire Dreyfus, après la publication du J'accuse de Zola. En janvier 1898, une manifestation antidreyfusarde parcourt le centre-ville et plusieurs magasins subissent des dégâts en raison de la qualité supposée de juif de leurs propriétaires ou gérants.
Hippolyte-Etienne Etiennez démissionne pour raisons de santé le 10 avril 1899. Il meurt à Rouans le 23 novembre 1908.